# 2115-ös mellékút (Magyarország)
A 2115-ös számú mellékút egy körülbelül 25 kilométeres hosszúságú, négy számjegyű mellékút Nógrád vármegyében, a Cserhát nyugati részén. Rétság térségét és a 2-es főutat köti össze a Galga völgyével, feltárva közben az útjába eső kisebb településeket is.

## Nyomvonala
A 2-es főútból ágazik ki, annak az 57-es kilométere után kialakított körforgalmú csomópontban, Rétság és Bánk közigazgatási határa közelében, ugyanott, ahol a 22-es főút is kezdődik, amely Salgótarjánba vezet. Fő iránya nagyjából mindvégig délkeleti, ettől csak kisebb szakaszon tér el, többé-kevésbé.
Alig 200 méterrel a kezdőpontja után ágazik ki belőle nyugati irányban, egyirányú útként a rövidke 21 606-os út, amely csak a körforgalmú csomóponthoz kapcsolódóan kiépített tengelysúlymérő állomást szolgálja ki, majd a 2-esbe torkollik bele. Két kilométer megtétele után éri el Bánk első házait, ugyanott keresztezi a Bánki-patakot, majd a 3. kilométere közelében eléri a település központját és a Bánki-tavat is. Körülbelül 3,5 kilométernél ágazik ki belőle a 2116-os út, Romhány, Szécsénke és Nógrádkövesd felé. Nem sokkal ezután keresztezi a Lókos-patakot és a 2007 óta csak iparvasúti forgalomban használt Diósjenő–Romhány-vasútvonal nyomvonalát, közben, a 3+750-es kilométerszelvényénél kiágazik belőle a 21 325-ös út az egykori bánki megállóhelyre, majd, még a 4. kilométerének elérése előtt elhagyja a település utolsó házait is.
Ezután Felsőpetény területére lép át, de a falu lakott részeit nem érinti, csak külterületén halad el; 8. kilométerénél ágazik ki a 21 125-ös út, amely a falu központjába, onnan pedig Nőtincs felé vezet. Az elágazás utáni méterektől már Alsópetény területén halad, melynek központját a 11,5 kilométere körül éri el. Ott keresztezi a Petényi-patakot, majd tovább halad délkelet felé.
A 13+800-as kilométerszelvénye közelében torkollik bele a 2107-es út, Alsópetény és Nézsa határánál, amely Alsópetény lakott területe illetve Penc felől tart idáig. Nézsát a 16. kilométerénél éri el; 16,5 kilométerénél ágazik ki belőle észak felé a 21 153-as út. A falu központja a 17. kilométer közelében van, itt ágazik ki belőle, majd csatlakozik is hozzá vissza a 21 613-as út, amely lényegében csak a település kellős közepén álló templomot kerüli meg.
Nógrádsáp következik, melynek központja a 22. kilométer közelében található; nem sokkal előtte, a 21+700-as kilométerszelvény közelében visszatorkollik az útba a 21 153-as, Legénd felől. 23,3 kilométer után éri el az útjába eső utolsó település, Galgaguta nyugati határát. Kevéssel a végpontja előtt még keresztezi az Aszód–Balassagyarmat–Ipolytarnóc-vasútvonalat, Galgaguta megállóhely közelében, illetve kiágazik belőle észak felé a megállót kiszolgáló 21 334-es számú mellékút. Galgaguta központja közelében ér véget, beletorkollva a 2108-as útba, annak a 29+650-es kilométerszelvénye táján.
Teljes hossza, az országos közutak térképes nyilvántartását szolgáló kira.kozut.hu adatbázisa szerint 24,913 kilométer.

## Települések az út mentén
- Rétság
- Bánk
- Felsőpetény
- Alsópetény
- Nézsa
- Nógrádsáp
- Galgaguta

## Története
1934-ben a kereskedelem- és közlekedésügyi miniszter 70 846/1934. számú rendelete a 2-es főúttól Bánkig tartó szakaszát, az onnan Galgagutáig továbbvezető, mai 2116-os út teljes szakaszával együtt harmadrendű főúttá nyilvánította, 205-ös útszámozással.